# وارومبونغل
وارومبونغل، (بالإنجليزية: Warrumbungles)‏ هي سلسلة جبلية في منطقة أورانا في نيوساوث ويلز، أستراليا.
أقرب مدينة هي كوناباربران. يسهل الوصول إلى المنطقة من طريق نيويل السريع وهو الطريق الرئيسي الذي يربط مباشرة بين ملبورن، وفيكتوريا، وبريزبان، وكوينزلاند، ويمر عبر نيوساوث ويلز الداخلية من الشمال إلى الجنوب.